# Kugelverschluss
Der Kugelverschluss ist eine Verschlusskonstruktion, die vor allem bei Geschützen im Zeitraum von ungefähr 1890 bis ca. 1924 zum Einsatz kam.

## Grundsätzliche Anforderungen
Der Verschluss des Geschützes schließt das Rohr nach hinten ab und muss bei Schussabgabe die Kräfte des Rückstoßes über das Rohr in die Lafettenkonstruktion ableiten. Dazu muss er zuverlässig mit dem Rohr verriegeln. Zusammen mit der Kartusche muss er das Rohr gasdicht abschließen, um die Treibladung möglichst vollständig auszunutzen. Der Verschluss sollte einen Schutz gegen unbeabsichtigte Abfeuerung bieten. Grundsätzlich muss sich der Verschluss bei manueller Betätigung mit wenigen Handbewegungen schnell öffnen und schließen lassen. Gefordert werden weiterhin geringes Gewicht und geringe Abmessungen, um die tote Rohrlänge, das heißt die Länge des Rohres hinter der Patronen- bzw. Pulverkammer zu minimieren. Diese tote Rohrlänge bestimmt zusammen mit dem Rücklaufweg des Rohres die maximale Rohrerhöhung bei gegebener Lafettenkonstruktion.

## Geschichte

Kugelverschluss nach Canet, offen

Kugelverschluss nach Canet, geschlossen

Vorderlader blieben bis zur Mitte des 19. Jahrhunderts die bestimmende Konstruktionsform für Artilleriegeschütze. Da Artilleriegefechte sowohl zu Land als auch auf See auf wenige hundert Meter Entfernung geführt wurden, genügten die Schussleistungen den damaligen Anforderungen.
Ab der Mitte des 19. Jahrhunderts kamen wirksame Panzerungen für Kriegsschiffe auf. Ein Durchschlagen dieser Panzerungen mit herkömmlichen Vollgeschossen war praktisch nicht möglich. Auch zu Land wurde mit Abkehr von der herkömmlichen Lineartaktik eine höhere Reichweite und Durchschlagsleistung der Artillerie gefordert. Diese war jedoch nur mit Langgeschossen und damit einhergehend der Verwendung gezogener Rohre zu erreichen. Ein Laden dieser Langgeschosse durch die Mündung war jedoch nur schwer möglich. Wegen der geringen Differenz zwischen Kaliber der Granate und Kaliber des Rohres mussten diese mit erheblichen Kraftaufwand in das Rohr eingepresst werden. Dies war gerade bei größeren Kalibern – und damit potentiell weitreichenden Geschützen – praktisch unmöglich. Auf jeden Fall sank die Kadenz der Geschütze auf nicht mehr akzeptable Werte ab. Eine Vergrößerung der Kaliberdifferenz verbot sich aufgrund der schlechteren Ausnutzung der Treibladung. Durch Giovanni Cavalli und Martin von Wahrendorff im Piemont bzw. Schweden und William Armstrong in Großbritannien wurden ab Ende der 1840er moderne Hinterladergeschütze konstruiert. Da das Rohr zum Nachladen zwangsläufig offen war, musste es während des Schusses durch einen Verschluss abgeschlossen werden. Um das Nachladen zu ermöglichen, musste dieser Verschluss beweglich sein. Zur Anwendung kamen zunächst einfache, manuell betätigte Fallblockverschlüsse. Derartige Geschütze wurden im Piemont, in Schweden und in Großbritannien bei der Royal Navy und der British Army eingeführt. Großbritannien stellte jedoch bereits nach kurzer Zeit die Produktion derartiger Hinterlader wieder ein, da Herstellung und Unterhalt zu kostenintensiv waren und gegenüber Vorderladern taktisch kaum Vorteile boten. Als Nachteil der Hinterlader erwies sich auch zum damaligen Zeitpunkt die Tatsache, dass bei Vorderladern eine größere Treibladung benutzt werden konnte, dadurch waren bei ihnen Reichweite und Durchschlagsleistung höher. Der Grund für die geringere Leistungsfähigkeit der Hinterlader war die Belastung der Rohre und die Verwendung schnell abbrennender Treibladungspulver, die einen höheren Maximaldruck erzeugten. 
In den 1860er Jahren wurde mit dem Kolbenverschluss eine Verschlusskonstruktion zur Einsatzreife gebracht, die gasdicht war und ein relativ schnelles Nachladen ermöglichte. Bei ihm wie auch beim Schraubenverschluss wird der Verschluss von hinten in das Rohr in Richtung der Längsachse eingeführt und verriegelt. Beim vor allem in Deutschland durch Krupp und Erhardt zur Einsatzreife entwickelten Keilverschluss wird dagegen ein runder oder flacher Verschlusskeil quer zur Rohrlängsachse in das Rohr eingeschoben und verriegelt. Der französische Konstrukteur M. Canet (1846–1913) entwickelte mit dem Kugelverschluss ein gänzlich anders wirkendes Verschlusssystem. Zum Einsatz kam das System unter anderem bei einer französischen Feldkanone des Kalibers 7,5 cm, aber auch bei italienischen Schiffs- und Flugabwehrgeschützen der Kaliber 7,5 bis 10,2 cm wie der Cannone da 76/45 R.(egia)M.(arina) Mod. 1911. Die Firma Schneider-Creusot, die diese Waffe herstellte, produzierte für den Export die Cannone da 102/35, Cannone da 102/45 und die 90-mm-Flak Modell 1924.

## Konstruktionsprinzip
Der Canetsche Kugelverschluss besteht aus einer Halbkugel (A), deren Durchmesser geringfügig größer als der Innendurchmesser des Rohres ist. Zum Nachladen wird die Halbkugel um 90 Grad nach unten gedreht, der flache Boden der Halbkugel gibt den Querschnitt zum Nachladen frei. Danach wird die Halbkugel um 90 Grad zurückgedreht und dichtet das Rohr nach hinten ab. Zum Öffnen bzw. Schließen des Verschlusses ist eine Vierteldrehung am Handrad bzw. Verschlusshebel ausreichend. Da der Schlagbolzen im beweglichen Verschlussteil liegt, wird er nur bei geschlossenem Verschluss freigegeben. Die verwendeten Granatpatronen müssen einen halbkugelförmigen Hülsenboden haben, um sich mit vollem Querschnitt auf den Verschluss abstützen zu können. Problematisch sind dabei die Gasdichtigkeit und die Verriegelung des Verschlusses und die Notwendigkeit spezieller Kartuschen. Zur Verriegelung des Verschlusses und für das Auswerfen der Kartusche müssen zusätzliche Elemente vorgesehen werden. Vorteilhaft sind bei dieser Konstruktion die kurze Nachladezeit und die Möglichkeit zur Automatisierung.